# زبابة أميركية قزمة
زبابة أميركية قزمة (الاسم العلمي: Sorex hoyi) (بالإنجليزية: American Pygmy Shrew)‏ هي نوع من الثدييات يتبع جنس الزبابة من الفصيلة الزبابات         .	